# Broken Age
A Broken Age (munkacímén Double Fine Adventure) egy point-and-click kalandjáték, mely Tim Schafer első ilyen műfajú játéka az 1998-as Grim Fandango óta. A játékot Schafer fejlesztőcége, a Double Fine Productions fejlesztette és adta ki Microsoft Windows, Mac OS X, Linux, iOS, és Android platformra. A játékot fejlesztés és kiadás tekintetében két fejezetre bontották. Az első fejezet 2014. január 14-én jelent meg az adakozók számára, majd két héttel később mindenki számára elérhetővé vált.
A Broken Age fejlesztése Double Fine Adventure munkacímen (cégen belül "Reds" kódnéven) kezdődött közösségi finanszírozásból, miután a Double Fine Productions és a 2 Player Productions 2012 februárjában elkezdte a játék Kickstarter kampányát. Az eredeti cél a 400 000 dollár elérése volt, mellyel lefedik a fejlesztés és egy dokumentumfilm készítésének költségeit, de végül ez vált az addigi legnagyobb közösségi finanszírozású projektté. Egy hónap alatt több mint 87000-en támogatták a játék fejlesztését, összesen mintegy 3,45 millió dollárral. A mai napig ez számít az egyik legnagyobb támogatású közösségi finanszírozású programnak. A program sikere nagyban hozzájárult, hogy a Kickstarter és a hasonló közösségi finanszírozású megoldások életképes alternatívájává váltak a hagyományos, kiadók által finanszírozott videójátékoknak. A játék fejlesztését egy 2 Player Productions által készített dokumentumfilm-sorozat mutatja be.

## Játékmenet
A Broken Age egy grafikus point-and-click kalandjáték, melyben a játékos által irányított karakter mozoghat a képernyőn, megvizsgálhat tárgyakat, vagy beszélhet a játék szereplőivel, hogy jobban megismerje az őt körülvevő világot. A játékban két szereplőt irányíthatunk, akik két külön világban élik életüket. A játékos bármikor válthat, hogy épp melyik karaktert szeretné irányítani, de a szereplők nincsenek közvetlen kapcsolatban egymással. A játék a korábbi kalandjátékokban megszokott cselekvés választásos rendszer helyett egy kontextusfüggő irányítási rendszert használ. Schafer elmondása szerint "lényegében mindig egy cselekvés van, amit használhatunk", ezért választották ezt a modernebb megközelítést. Mindkét irányítható karakter külön eszköztárral rendelkezik, ahova összegyűjthetnek különböző tárgyakat, majd a képernyőre behúzva használhatják, vagy más tárgyaikkal kombinálhatják azokat.

## Cselekmény

### Első fejezet
A Broken Age két - látszólag egymással semmilyen kapcsolatban nem álló - kamasz történetét mutatja be, akik mindketten szakítani akarnak a szokásokkal.
Vella Tartine egy fiatal lány, aki a Mog Chothra által feldúlt világban éli mindennapjait. Mog Chothra egy hatalmas lény, akit a "Szűz lakoma" nevű ünnepekkor felajánlott emberáldozatokkal tartanak kordában. Vellát a szülőfalujában, Sugar Buntingban kiválasztják, hogy vegyen részt az ünnepségen - azaz legyen ő is áldozat -, de a lány inkább megölné Mog Chothrát, hogy véget vessen az ilyen rituáléknak. Az ünnepségen sikerül megszöknie a hatalmas lény elől, majd egy Meriloft nevű, felhők közt lebegő kis településen köt ki. A lány nem sokkal később Shellmoundban - egy tengerparti halászfaluban - találja magát, ahol szintén lakomát szerveznek. Shellmoundban felfedezi a Vak Istenség templomát, melyről később kiderül, hogy egy homokba süllyedt ősi űrhajó. A lánynak sikerül felébresztenie a hajó lehibernált pilótáját, aki segít fegyverré alakítani az űrhajó rendszereit, hogy azzal megtámadhassák a faluba érkező Mog Chothrát. Vella terve működik, és sikerül legyőzni a szörnyet.
Shay Volta egy fiatal fiú aki látszólag az őt szállító Bossa Nostra űrhajó egyetlen lakója. Az űrhajó túlságosan anyáskodó számítógépe különböző, küldetéseknek bélyegzett, de valójában gyerekes feladatokkal foglalja le a fiút, ezzel megakadályozva, hogy Shay túlságosan felfedezze a hajót. A számítógép azt állítja, hogy a fiú a "Pitypang Projekt" része. A projekt lényege, hogy Shay megsemmisülés előtt álló bolygóján a fiút választották ki, hogy fajuk túlélőjeként találjon új hazát. Mikor Shay a szellőzőrendszeren keresztül megszökik, találkozik Marekkal, a farkasnak öltözött lénnyel. Marek azt állítja, hogy a számítógép hazudott a fiúnak, majd megmutatja neki, hogy a galaxis veszélyes hely, és az a feladatuk, hogy megmentsenek másokat. Shay Marek segítségével több küldetést végrehajt a számítógép ellen, majd megpróbál minél több lényt megmenteni az űrben. Egy ilyen mentőakció során ellenséges egységek támadnak a fiú űrhajójára, és a kialakuló káoszban Marek a romok alá kerül, Shay pedig elveszti eszméletét.
Az első fejezet végén Vella rájön, hogy Mog Chothra egy gép, melynek belsejéből a zavarodott Shay mászik elő. A lány haragjában megütné a fiút, de elesik és bekerül a gépbe, Shay pedig a gépen kívül reked. Végül mindketten egy számukra ismeretlen, bizonytalan környezetben találják magukat.

## Fejlesztés

### Bejelentés és gyűjtés
A Double Fine Adventure Kickstarter projektet 2012. február 8-án jelentették be. Az ötlet azután jött, miután Tim Schaferrel interjút készített a 2 Player Productions, egy Minecraftról szóló, Kickstarter finanszírozású dokumentumfilm keretében. Az interjút követően Schafer és a 2 Player Productions arról beszélgettek, hogy a jövőben a csapat a Double Fine Productionsről is készíthetne filmet. A játékfejlesztő csapatnak már volt része hasonlóban, hiszen a Psychonauts készítése közben is filmezték őket, és szerepeltek a G4 TV Icons című sorozatában. Miután 2011 novembere táján a 2 Player Productions befejezte Minecraft filmjének forgatását, egy, a témába még inkább belemerülő dokumentumfilmet szerettek volna csinálni, mely célra a Double Fine Productions tökéletesen alkalmas volt. A két csapat elkezdte kidolgozni a terv részleteit, de Schafer szembesült vele, hogy a kiadó beleszólása miatt a játékfejlesztés hiteles bemutatása lehetetlen lenne. A Double Fine Productions nem rendelkezett elég pénzzel, hogy saját finanszírozásból elkészítsenek egy játékot, a 2 Player Productions pedig szintén nem rendelkezett elég pénzzel, hogy elkészítse a filmet. Végül a két cég úgy döntött, hogy a kickstarteres közösségi finanszírozást választják. Schafer úgy látta, hogy ezzel a módszerrel a független játékfejlesztők korábban már sikeresen összegyűjtöttek kisebb összegeket. Az új játék készítését Schafer kezdetben nem vette komolyan, csak a dokumentumfilm kedvéért kezdtek neki.
A kalandjáték műfajt azért választották, hogy olyan terméket kínáljanak a közönségnek, ami a segítségük nélkül nem valósulna meg, illetve, hogy az eltérjen a fejlesztőcsapat kiadó által finanszírozott programjaitól. Schafer korábban a LucasArtsnál dolgozott, és sokáig a kalandjátékokkal kapcsolták össze nevét. A kalandjátékokat hosszú ideje megbélyegezték, hogy szűk piacuk miatt kereskedelmileg nem kifizetődőek, különösen Schafer egyik korábbi játéka a Grim Fandango megjelenése óta. A Grim Fandango bár elnyerte a kritikusok, és a játékosok tetszését, üzletileg veszteséges volt. A közönséghez intézett üzenetében Schafer azzal érvelt, hogy egy ilyen projekt finanszírozása más módon nagyon nehéz lenne: "Ha odamennék egy kiadóhoz egy kalandjáték ötletével, a pofámba röhögnének". Ron Gilbert - aki szintén egy, a Double Fine Productionsnél dolgozó egykori LucasArts alkalmazott - már korábban kifejtette ezt a véleményét személyes blogján: "Személyes tapasztalatból mondhatom, hogy ha egy kiadóval való tárgyaláson kiejted a "kalandjáték" szót, már foghatod is a terveidet és indulhatsz haza. Arra is jobban reagálnak, ha bejelented, hogy pestises vagy." A Kickstarter kampány megkezdése előtti videóinterjúkban Schafer és Gilbert egyetértett abban, hogy a készítendő játék inkább 2D-s grafikával rendelkezzen, mint 3D-ssel, így nem csak megőrzik a kalandjátékok régi hangulatát, hanem ki is tudják aknázni a Double Fine Productionsnél dolgozó Nathan Stapley festőtehetségét. Schafer elmondta, hogy a játék nem egy nosztalgia munka lesz, hanem "egy friss, modern érzetű játék, olyan amilyenek azok a játékok lettek volna, amiket a Grim Fandango után készítek."
A Kickstarter gyűjtés 2012 februárjának elején kezdődött, így annak eredményétől függetlenül Schafer beszélt volna a programról a március elején rendezett Game Developers Conference-en. A fejlesztőcsapat 400 000 dollár megszerzését tűzte ki célul, melyből 100 000 dollárt a dokumentumfilmre, 300 000 dollárt pedig a játék fejlesztésére költöttek volna. Bár a Kickstarteren addig ez volt a legmagasabb összegű kitűzött cél játékfejlesztés kategóriában, a Double Fine Productions esetében ez lett volna a legkisebb költségvetésű program. A csapat előző játéka 2 millió dollár körüli büdzsével rendelkezett. Schafer később bevallotta, hogy a 400 000 dolláros költségvetéssel a játék elég esetlen lett volna, csak azért választották ezt az összeget, mert ennyi lett volna az abszolút minimum, amennyiből szerinte egy kalandjátékot el lehet készíteni. Korábban felmerült egy összesen 200 000 dolláros költségvetés is (amennyiből egy átlagos iOS-es játékot ki lehet fejleszteni), de Schafer kételkedett abban, hogy a csapat ilyen kevés pénzből el tudja készíteni a programot.
Akik 15 dollárral, vagy annál magasabb összeggel támogatták a projektet különböző előnyökben részesültek: megkapták magát a játékot, kipróbálhatták a korai béta-verziót, zártkörű fórumokhoz férhettek hozzá, kaptak különböző nyomtatványokat, valamint személyesen találkozhattak a Double Fine Productions dolgozóival. Két héttel a gyűjtés kezdetét követően újabb elemekkel bővült az előnyök köre: megkapták a játék zenéit digitális formában, egy vázlatokat tartalmazó füzetet, valamint a játékot és a dokumentumfilmet fizikai adathordozón. A Kickstarter projekt indításakor a Double Fine Productions volt az első nagyobb fejlesztőcsapat, amely ezt a finanszírozási formát alkalmazta.
A Kickstarteren való meghirdetést követően kilenc órával a projekt már át is lépte a 400 000 dolláros célt. Egy napon belül több mint 1 millió dollár gyűlt össze. Amikor a gyűjtés elérte az 1,35 millió dollárt, Schafer megjegyezte, hogy ezzel túllépték a Day of the Tentacle 600 000 dolláros költségvetését, és megközelítették a Full Throttle 1,5 millió dolláros büdzséjét is. A Kickstarternél azt nyilatkozták, hogy az oldal történetének addigi legsikeresebb projektje a Double Fine Adventure, mely több támogatót vonzott, mint azelőtt bármi. Az Elevation Dock iPhone dokkoló után ez volt a második projekt, mely átlépte az 1 millió dolláros határt a Kickstarteren. 2012. február 20-án, tizenkét nappal a gyűjtés kezdete után a Double Fine Productions ötlete már 2 millió dolláros támogatásnál tartott. A gyűjtés március 13-án zárult le, melynek eredményeként 87000 támogató, összesen 3,3 millió dollárt ajánlott fel a célra. Prémium támogatók - mint például a Days of Wonder társasjáték-forgalmazó vagy Alex Rigopulos, a Harmonix fejlesztőcsapat alapítója - további 110 000 dollárt ígértek a Double Fine Productionsnek. Schafer azt mondta, az összegyűlt összeg körülbelül megegyezik korábbi játékaik - a Costume Quest és a Stacking - költségvetésével, de annak idején a LucasArts is ennyiből készítette a Grim Fandangót.
A projekt Kickstarter oldalán később megígérték, hogy az összegyűlt pénztöbblet miatt a film és a játék magasabb színvonalú, valamint több platformon is elérhető lesz. Egy későbbi frissítésben Schafer megerősítette a Mac OS X, Linux, iOS és Android változatok fejlesztését. Emellett a játék angol nyelvű szinkront, illetve az angol mellett francia, német, olasz és spanyol feliratozást is kap majd. Schafer azt is kijelentette, hogy a megjelenés után elérhető lesz a játék DRM-mentes változata is. A többlettámogatás miatt megemelkedő színvonalon Schafer becslése szerint körülbelül egy év kell a program elkészítéséhez, mely az eredeti, 2012. októberi megjelenéshez képest csúszás volt. A Double Fine Productions 2013 második negyedévére jósolta a játék elkészülését, de a tervezett kiadás később áttolódott 2013 szeptemberére. 2013-ban a D.I.C.E. Summit-on a Double Fine Productions és az Ouya bejelentette együttműködését, biztosítva ezzel, hogy a PC mellett az Ouya lesz az egyetlen videójáték-konzol, melyen a Double Fine Adventure megjelenik majd.
A Kickstarter kampány után a fejlesztőcsapat indított egy "lazsáló támogató" programot, mely weboldalukon keresztül lehetővé tette a játék fix áras előrendelését, mellyel a vásárlók a dokumentumfilm és a játék béta-verzióját is megkapták, azok megjelenésekor. A "lazsáló támogató" lehetőséget 2013 májusában, a Double Fine Productions Humble Bundle akciója keretében is meghirdették azok számára, akik bizonyos ár felett fizettek a csomagért.

### A játék fejlesztése
A játékot a Zipline Games által fejlesztett, Lua programnyelven írt, Moai platformmal készítették. Nathan Martz, a Double Fine Productions technikai igazgatója elmondása alapján a nyílt forráskódú Moaiban lehetőségük volt a kód bármely részén könnyedén változtatni, és további platformokra - például mobil eszközökre - is elkészíteni a játékot.
Mivel a fejlesztés kezdetekor Schafer még nem írt semmit a játék történetéből, a munka korai szakasza főként a játék motorjának megírásáról, a grafikai stílus megalkotásáról és a technikai kérdések megválaszolásáról szólt. A fejlesztés ezen szakaszában a programozók egy próbajátékot készítettek, melynek főszereplője egy piros robot volt; a grafikusok egy tesztjelenetben kialakították a grafika és az animáció stílusát, melyre nagy hatása volt a vezető grafikusnak, Nathan Stapley-nek; valamint ebben a fázisban került sor a kezelőfelület kidolgozására is. Készítettek egy jelenetet, melynek központjában egy erdei viskóban élő favágó állt, és a csapat eldöntötte, hogy darabokból álló, 2D-s karaktereket fognak használni, melyeket csontváz alapú animációval mozgatnak majd. Amikor Schafer elkészült a történet alapjaival: a sci-fi világban élő fiú, és a fantasy világban élő lány ötletével, a grafikusok összegyűltek és egy brainstorming keretében kidolgozták a helyszínek vázlatait. Ez idő tájt Schafer a webes közösségtől szintén ötleteket kért, melyek egy részét később fel is használták a fejlesztés során.
Schafer 2013 júliusában felülvizsgálta a projekt állapotát, és arra jutott, hogy a jelenlegi ütemben a játék nem készül el 2015 előtt. Azt is felismerték, hogy a Kickstarteren gyűjtött pénz addigra elfogyna, és a megjelenés előtt még az eladásokból sem jön pénz, így vagy drasztikus költségcsökkentést kell végrehajtani, vagy át kell ütemezni a megjelenést. Schafer az utóbbit választotta. Döntése alapján a játék első felét 2014 januárjában béta állapotban elérhetővé teszik a Steam Early Access rendszerében, mellyel némi bevételre tesznek szert, hogy folytatni tudják a munkát, ugyanakkor a végleges verzió megjelentetése előtt jelentős teszt tapasztalatot is gyűjtenek. A kezdeti negatív reakciók miatt Schafer bejelentette, hogy nem rendeznek újabb gyűjtést a játék fejlesztéséhez, helyette saját pénzből folytatják a munkát. Végül a játék első felét elég késznek találták, hogy teljes értékű, nem béta verziós játékként jelentessék meg 2014. január 28-án "Broken Age Act 1" címen. A program második fele az év későbbi részében jelenik majd meg, ingyenes frissítés formájában.
Számos, korábban a Double Fine Productions-szel dolgozó színész szinkronizált játékbeli karaktereket, köztük Jennifer Hale, Richard Horvitz, Nicki Rapp, Ginny Wescott, és Jack Black. Szintén hangját adta a játékhoz Elijah Wood, Pendleton Ward, Wil Wheaton, és Masasa Moyo is. Alex Rigopulos - a Kickstarter kampányban legtöbbet adakozó személy - szintén szinkronizált egy szereplőt, akit az ő elképzelései alapján terveztek meg.

## Fogadtatása
| Forrás        | Act 1                 | Act 2 |
| ------------- | --------------------- | ----- |
| Metacritic    | 83/100 (8 értékelés)  |       |
| GameRankings  | 81,74% (31 értékelés) |       |
| IGN           | 9.5/10                |       |
| Eurogamer     | 7/10                  |       |
| Game Informer | 8/10                  |       |
| Polygon       | 9/10                  |       |

A GameZone újságírója, Stephanie Carmichael 10-ből 8 pontot adott a Broken Age Act 1-nek, majd megjegyezte: "Ez mutatja, hogy a műfaj tud fejlődni. Még mindig helye van az iparban, és nem csak úgy kell rátekintenünk, hogy tehetséges indie csapatok fejlesztenek ilyesmit. Nem volnék meglepve, ha a Broken Age további platformokon is megjelenne."

## Hatása
Az adománygyűjtő kampány sikere által a hagyományos, kiadó által fizetett fejlesztés gyakorlata kihívót kapott a közösségi finanszírozás személyében. A Rock, Paper, Shotgun újságírója, John Walker hamar rámutatott, hogy ez bár nem jelent komolyabb veszélyt a kiadókra, de azért érdemes lenne nekik feltenni magukban a kérdést, hogy "tényleg tisztában vagyunk a vásárlók vágyaival?". Johnny Cullen a VG247-től, a Double Fine Productions Kickstarter kampányát a Radiohead In Rainbows című albumához hasonlította, melyet az együttes a weboldalán keresztül, "fizess amennyit gondolsz" modellel értékesítette, kiadó közbeiktatása nélkül. Cullen ugyanakkor megjegyezte, hogy a közösségi finanszírozás korábban nem működött minden játékfejlesztőnél, így az nem garancia a jövőbeli sikerekre. Véleménye szerint a Double Fine Productions egy különleges fejlesztőcsapat, mely elhivatott rajongótáborral bír, és ez utóbbi tulajdonság nem minden fejlesztőre igaz.
Kezdetben sokan úgy vélték, hogy a Double Fine Productions esetét a cég hírneve, kalandjátékok terén szerzett tapasztalata, és a kiadókkal való nehézségek különlegessé teszik, emiatt sikerült elérniük a sikert. Azt is sokan kétségbe vonták, hogy egy hasonlóan sikeres adománygyűjtés megismételhető volna. Schafer is egyetértett abban, hogy játékuk Kickstarter projektjének sikerét nehéz lenne megismételni - még nekik is - mivel annak eléréséhez "egy jó történet kell, ami mögé az emberek felsorakoznak".
A kezdeti félelmek - melyek szerint a csapat sikere egyszeri eset volt - az újabb projektek megjelenésével fokozatosan eltűntek. A Double Fine Adventure kampány lezárásakor az inXile Entertainment vezetője, Brian Fargo Kickstarter gyűjtésbe kezdett, hogy finanszírozzák a Wasteland folytatásának elkészítését. A gyűjtés két nap alatt elérte a célként kitűzött 900 000 dollárt, és végül több mint 2,9 millió dollár gyűlt össze. A Double Fine Adventure 61 692 új felhasználót hozott a Kickstarterre, és segített felhívni a figyelmet az ilyen támogatási modellek életképességére. A Double Fine Adventure Kickstarter kampányának indulását követő hat hétben, az oldal több mint 2,9 millió dollárnyi pénzt hozott különböző játékfejlesztési projekteknek (a Double Fine Adventure-ön kívül). Ez jelentős növekedés volt a korábbi két év, összesen 1,7 millió dollárjához képest, de a többi kategóriában is megnőtt a felajánlott összegek mennyisége. 2012 októberében a Project Eternity megdöntötte a Double Fine Productions gyűjtési rekordját, tovább erősítve azt a véleményt, hogy a közösségi finanszírozásos modell a jövőben is szerepet kap majd a videójátékok fejlesztésekor.
A Double Fine Adventure sikere látható hatással volt a kalandjátékokra, arra sarkallva több egykori kalandjáték-fejlesztőt, hogy a Kickstartert használva visszatérjenek a műfajhoz. A későbbi hónapokban a Space Quest, a Leisure Suit Larry, a Tex Murphy, a Tex Murphy, a Broken Sword, és a Gabriel Knight alkotói is gyűjtésbe kezdtek, Schafer eredeti, 400 000 dolláros céljainál nagyobb összegeket megcélozva.

## Fordítás
Ez a szócikk részben vagy egészben  a   Broken Age című angol Wikipédia-szócikk ezen változatának fordításán alapul.  Az eredeti cikk szerkesztőit annak laptörténete sorolja fel. Ez a jelzés csupán a megfogalmazás eredetét és a szerzői jogokat jelzi, nem szolgál a cikkben szereplő információk forrásmegjelöléseként.